# Cologno al Serio
Cologno al Serio [koˈlɔɲ(ː)o alˈseːɾjo] (Cològn söl Sère [koˈlɔɲ sølˈsɛɾɛ] o semplicemente Cològn in dialetto bergamasco) è un comune italiano di 11 178 abitanti della provincia di Bergamo in Lombardia.
Situato nella media pianura bergamasca, dista circa 10 chilometri a sud dal capoluogo orobico, a cui è collegato tramite la Strada statale 591.

## Storia

### L'antichità
I primi insediamenti umani sul territorio risalgono a circa quattromila anni fa, in piena età del bronzo, come si evince dal ritrovamento di scheletri e utensili: questi rendono Cologno uno dei siti archeologici più datati di tutta la provincia bergamasca.
Le epoche successivi videro stanziamenti di alcune tribù dei Liguri prima, e dei Galli Cenomani poi, a cui subentrarono i Romani.
Questi nuovi dominatori diedero una prima organizzazione urbana al borgo, che cominciò ad assumere un'importanza sempre crescente: gli studi in tal senso sono stati notevolmente aiutati da ritrovamenti riguardanti scheletri, corredi funebri, vasi e monete del tempo di Vespasiano.
Era inoltre presente una strada militare che, utilizzata anche per trasporti commerciali, passava da Cologno collegando Bergamo con Piacenza, aumentando di conseguenza le possibilità di scambio degli abitanti.
Anche il toponimo ha origine in questo periodo storico, e troverebbe spiegazione in Colonius, possessore ed abitante di queste terre. Altre ipotesi invece vorrebbero far derivare il nome del paese dal termine colono, vista la vocazione agricola del borgo già in tempi lontani.

### Il Medioevo
Nel corso del VI secolo si verificò l'arrivo dei Longobardi, dei quali ci è giunto un altro importante reperto, sempre rinvenuto sul territorio comunale di Cologno, consistente in una tavoletta in creta (ora conservata nel Museo Archeologico di Bergamo) con incisi i nomi di sei abitanti del tempo.
Tuttavia il primo documento scritto in cui viene menzionato il nome del paese risale all'843, quando in un atto viene citato un tal Sthephanus de Colonias.
In questi anni il paese crebbe d'importanza anche grazie alla presenza di un'antica strada romana, rinominata strada Francesca, rimessa a nuovo dai Franchi, dai quali prese il nome. Questa fu utilizzata anche per il trasporto della salma di Ludovico II, figlio di Lotario, da Brescia a Milano.

Il seguente sviluppo del feudalesimo, favorito dagli imperatori del Sacro Romano Impero, segnò una nova epoca per il borgo di Cologno al Serio. Inizialmente assegnato da Ottone III a Ulrico, vide in seguito un periodo di profonda instabilità politica e sociale, causata dai sanguinosi scontri tra guelfi e ghibellini.

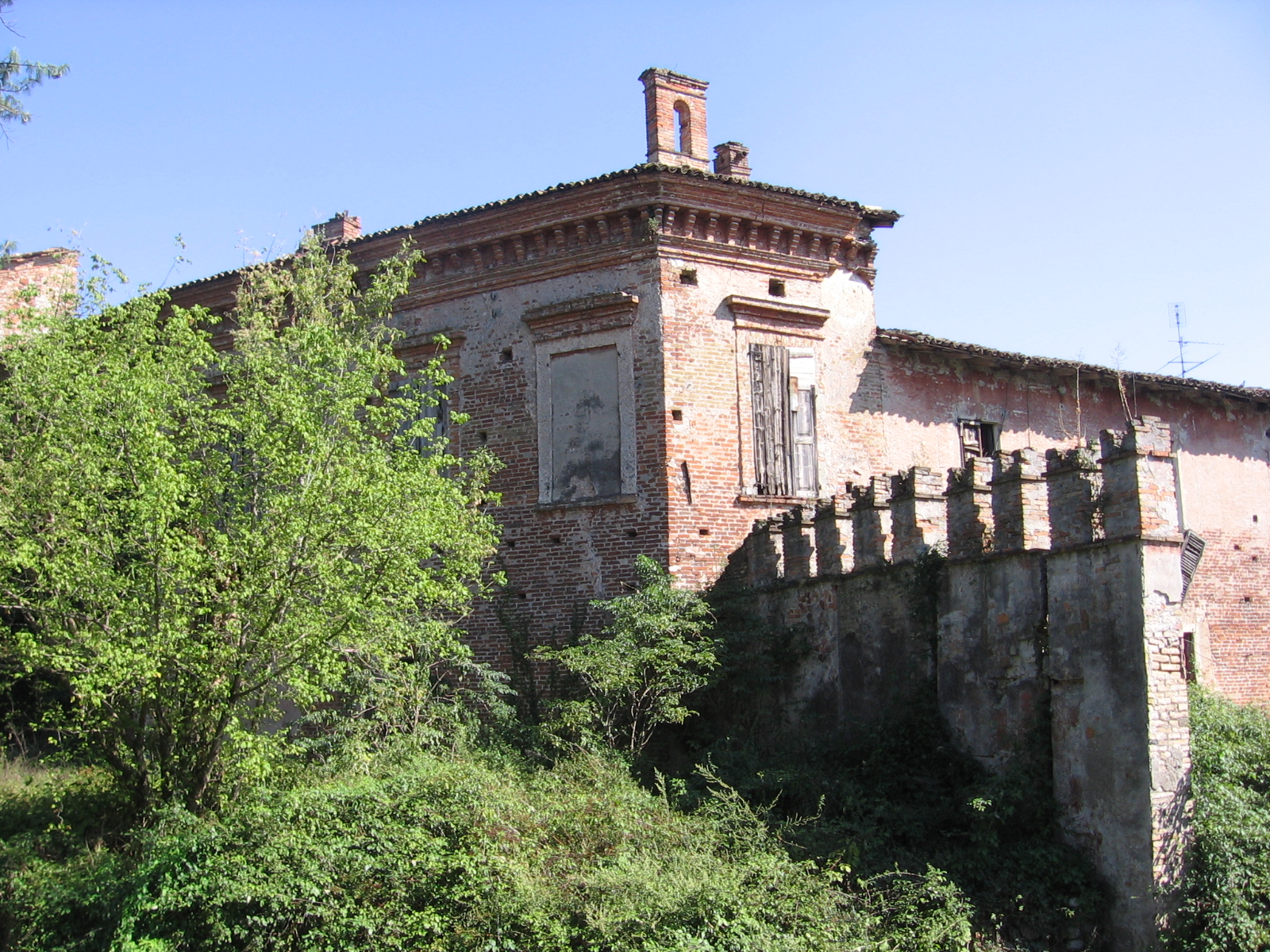
Castel Liteggio

Fu così che il paese cominciò a dotarsi di numerose fortificazioni, tra cui un castello con tanto di fossato, atte a difendere il territorio che, al centro delle mire dei contendenti, fu saccheggiato verso la fine del XII secolo da Federico Barbarossa e per ben due volte dai milanesi.
Questo anche per il fatto che nel paese andava assumendo sempre più consistenza lo schieramento guelfo, che cominciò a fornire ospitalità agli appartenenti alla stessa fazione in fuga da altri centri. Il numero crebbe al punto da permettere a Cologno d'essere considerato uno dei più grandi centri della fazione guelfa.
Questi, forti dell'aiuto fornito dai compagni di fazione di altre città tra cui Brescia e Cremona, riuscirono ad avere la meglio sugli avversari e ad appropriarsi del castello.
Il successivo inizio della signoria dei Visconti non acquietò gli scontri, che non solo continuarono a turbare la vita del paese, ma crebbero anche a causa della costruzione di un altro castello, in località Liteggio, gestito dalla famiglia dei Lanzi.

### La Repubblica di Venezia
A questa situazione pose fine l'arrivo della Repubblica di Venezia che, a partire dal 1428, permise alla popolazione di vivere un'esistenza più tranquilla grazie ad una lungimirante politica in ambito sociale ed economico.
Tramite la pace di Ferrara del 1428, infatti, Cologno al Serio venne assegnata alla Repubblica di Venezia. Il governo della Serenissima certificò tale annessione con un documento redatto in latino datato 11 luglio, noto come l'accettazione della dedizione. In data 13 luglio Venezia confermò gli statuti e gli ordinamenti del comune: da quel momento, sulla rocca di Cologno, iniziò a sventolare la bandiera di San Marco. Nel 1452 Francesco Sforza Visconti, IIII Duca di Milano, nomina il Suo Cavaliere, il nobile Sagramoro II Visconti, "castellano della Rocca di Cologno al Serio", Sagramoro II Visconti era Signore e feudatario di Brignano Gera d'Adda e di Pagazzano, ed il Nobile Sagramoro II Visconti, nel 1470, fa', Giuramento di Fedeltà, al Duca Galeazzo Maria Sforza per la conferma delle Signorie di Brignano Gera d'Adda, Pagazzano e Castel Rozzone, lungo il "Fosso Bergamasco".
La pace di Ferrara non durò però a lungo; negli anni successivi, infatti, Cologno si trovò al centro di lotte intestine tra numerosi "condottieri di ventura". Uno dei più famosi fu il bergamasco Bartolomeo Colleoni, originario di Solza. Egli, grazie alla propria capacità militare, riuscì, negli anni e tramite innumerevoli cambi di fazione, a farsi nominare dalla Repubblica Veneta capitano generale. In seguito a questa nomina, avvenuta in data 10 marzo 1455, gli venne assegnata come residenza il castello di Malpaga; al Colleoni vennero inoltre riconosciuti in qualità di feudo personale i territori di Romano, Martinengo, Urgnano e Cologno.
Con la Pace di Lodi del 9 aprile 1454 Cologno al Serio venne riconosciuto quale importante avamposto veneziano, data la sua strategica posizione geografica; il confine tra Venezia e il Ducato di Milano, infatti, correva lungo il fossato che divideva il comune da Brignano. Lungo tale fossato, quindi, vennero edificate delle piccole caserme per lo stanziamento dei soldati di guardia, essendo Cologno sede di un corpo veneto di guardia permanente costituito da 16 soldati. Dei "cippi confinari" vennero posti lungo questo confine: ad ovest a indicare i territori dello stato di Milano, mentre a est a indicare quelli dello stato Veneto. Il 13 novembre 1454 i rappresentanti colognesi furono chiamati a giurare fedeltà alla Repubblica Veneta.
Alla morte di Bartolomeo Colleoni, il 17 dicembre 1475, la Repubblica di Venezia stabilì che i territori del suo feudo dotati di fortificazioni, tra cui anche Cologno, tornassero pieno dominio di Venezia. Nonostante i colognesi avessero avanzato domanda di diventare indipendenti dall'avamposto di Bergamo e di essere sottoposti direttamente a Venezia, la Serenissima non accolse la domanda. Cologno era infatti l'unico fortificato in grado di proteggere Bergamo a sud. Per questo motivo il 7 agosto 1484 il Capitano di Bergamo inviò il proprio camerlengo a Cologno, perché ne prendesse il possesso, lasciandovi il luogotenente Bernardo Viti.
Negli anni successivi, Cologno, in quanto comune di confine, fu al centro di scontri e dispute inerenti al territorio lombardo; patì assedi, visse innumerevoli mutamenti politici nonché le invasioni delle truppe francesi, spagnole, tedesche e milanesi. Questa situazione di caos politico, militare e sociale si protrarrà nei secoli, fino al 1600.

### Il Seicento e il Settecento
A partire dal 1600 iniziò una nuova fase per il comune di Cologno al Serio. Mentre i secoli precedenti, erano stati caratterizzati da una successione di conflitti, dagli inizi del XVII secolo si assistette a un periodo di relativa serenità per i cittadini colognesi, che permarrà fino alla fine del 1700.
Questa pace fu però turbata nel 1630 dalla pandemia di peste bubbonica, che, portatovi dai soldati lanzichenecchi milanesi, si diffuse anche nel territorio bergamasco. A maggio furono registrati "30 morti a Cologno". La diffusione del morbo spinse all'apertura di un Lazzaretto nella località nota come Campino.

### L'età moderna e contemporanea
Il termine della dominazione veneta avvenne nel 1797 con l'avvento della Repubblica Cispadana e, successivamente, dalla costituzione della Repubblica Repubblica Cisalpina.
Il 14 marzo 1797, infatti, Bergamo e le sue province si riunirono sotto la Repubblica Cispadana per volere della dominazione francese, che era riuscita a penetrare nel territorio italiano anche se ciò crel numerosi malcontenti e falliti tentativi di ribellione. I monumenti che ricordavano la dominazione veneta vennero abbattuti in tutto il territorio bergamasco, lo stesso avvenne a Cologno. Dopo pochi mesi, tuttavia, Napoleone Bonaparte il 30 giugno 1797 dichiarò la fine della Repubblica Cispadana e i territori della bergamasca si ritrovarono sotto il dominio di Milano, capitale della nuova Repubblica Cisalpina.
Nel 1789 Bergamo e le sue province vennero nominate "Dipartimento del Serio", il quale era suddiviso in ventitré distretti, che furono successivamente ridotti a diciassette. Cologno al Serio venne conteso dai territori vicini a causa della sua posizione geografica: facente inizialmente parte del quattordicesimo distretto insieme a Verdello, passò poi al quindicesimo distretto, avendo il vicino comune di Romano di Lombardia come capoluogo. La Repubblica Cisalpina, così come quella Cispadana, ebbe anch'essa vita breve e si disgregò nel 1799.
Nel 1815, gli austriaci che instaurarono il Regno Lombardo-Veneto e Milano, così come i suoi territori subordinati, passarono nelle loro mani. Bergamo fu divisa ancora una volta in diciotto distretti e Cologno fu reso territorio subordinato a Verdello, diventando un comune del tredicesimo distretto (in base a un sistema organizzativo che si basava sui possidenti). Cologno, in questo caso, fu dichiarato comune di seconda classe e venne posto sotto l'amministrazione di una deputazione scelta dall'assemblea dei possidenti stessi i quali, a loro volta, sceglievano un referente che sarebbe diventato podestà del luogo, grazie a una ratifica di nomina imperiale.
L'ultimo significante avvicendamento storico inerente alla storia del comune si verificò nel 1859 quando Cologno al Serio, unitamente al resto della provincia bergamasca, entrò a fare parte del Regno d'Italia.
Nel XX secolo Cologno al Serio fu coinvolto negli avvenimenti e fatti storici di questo secolo turbolento, tra i quali la prima e seconda guerra mondiale. Numerosi giovani colognesi presero parte ai conflitti bellici. Le perdite colognesi accertate della Prima guerra mondiale ammontarono a settantadue morti, mentre quelle del secondo conflitto sono trentasei. In particolare, quindici di questi moriono direttamente al fronte, due in un campo di concentramento in Germania, due durante l'assedio dei soldati tedeschi e diciassette disperse in mare o in Russia.

### Simboli
Lo stemma di Cologno al Serio, risalente all'epoca del comune rurale (XII-XIII secolo), rappresenta una colonna sormontata da una corona. La colonna dello stemma richiama il nome del paese ed è stata perciò assunta a simbolo dello stesso. Anche il gonfalone di Cologno al Serio, costituito da un drappo troncato di bianco e di giallo, ha origini medioevali. Sia l'antico stemma che il moderno gonfalone sono stati approvati con decreto del presidente della Repubblica n. 1156 del 16 aprile 1976.

## Monumenti e luoghi d'interesse

### Architetture civili

#### Centro storico
Il centro storico di Cologno al Serio riveste una grande importanza, avendo mantenuto la struttura che il borgo possedeva in età medievale. Ancora intatte e visibili sono infatti la cinta muraria con il relativo fossato che proteggeva l'ingresso del paese, a cui si accedeva mediante quattro entrate ben conservate, ed in una delle quali è collocata la sede municipale. Anche le case e le strade all'interno della fortificazione hanno mantenuto le loro peculiarità, dando un colpo d'occhio molto particolare.

#### Le mura difensive, il fossato e i quattro portoni

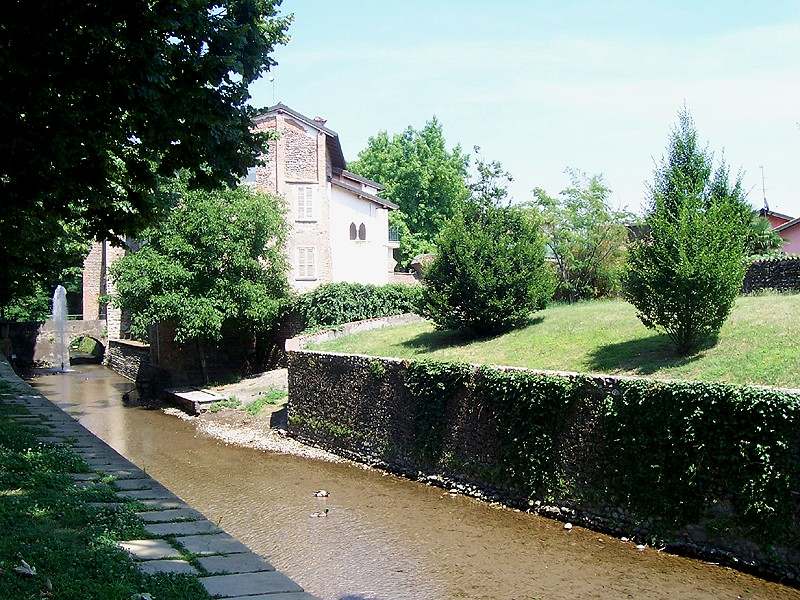
Parte del fossato di Cologno al Serio

Durante il dominio della Repubblica di Venezia le mura, il fossato e i quattro portoni vennero consolidati e migliorati divenendo una difesa strategica contro le invasioni di popolazioni nemiche. Il primo tracciamento di un primordiale sistema difensivo del paese risale all'anno 1293.
In seguito alla conquista del paese da parte della Repubblica di Venezia, la stessa impose al paese la fortificazione effettiva delle mura. Vennero realizzate anche sei torri munite di ponti e portoni levatoi secondari. Tra queste, la rocca situata a nord era quella maggiormente fortificata, essendo originariamente dotata di muri più spessi e di due torri laterali da utilizzare come postazioni di base per lo stanziamento delle sentinelle. Qui si trovavano anche due ponti levatoi: uno esterno e uno interno. Il castello poteva contenere circa cento soldati ed era anche dotato di un piccolo carcere.
Il fossato era largo circa dieci metri e molto più profondo di quanto appare, essendo stato colmato in quanto ritenuto pericoloso. In passato, inoltre, vi era anche una seconda cinta esterna parallela, che costituiva un elemento di difesa ulteriore. Questa cinta secondaria è stata poi abbattuta all'inizio dell'800 per lasciar spazio a piccoli orti, giardini e allo spazio per l'edificazione di ulteriori edifici.
Anche se le mura, il fossato e i portoni sono stati più volte modificati nel corso dei secoli, le tracce delle edificazioni originali di epoca medioevale sono ancora visibili. Lungo la cinta muraria si trovano inoltre quattro portoni posizionati in corrispondenza dei punti cardinali. Tuttavia, si ritiene che almeno tre di questi siano stati realizzati prima della costruzione effettiva delle mura; delle pergamene ottocentesche, infatti, (conservate presso la Biblioteca di Angelo Mai a Bergamo) citano la "porta de Casatico" (in data 1239), la "Contrada de Merenghello" (nel 1279) e la "porta de Anteniano" (nel 1288).
I quattro portoni si chiamano:

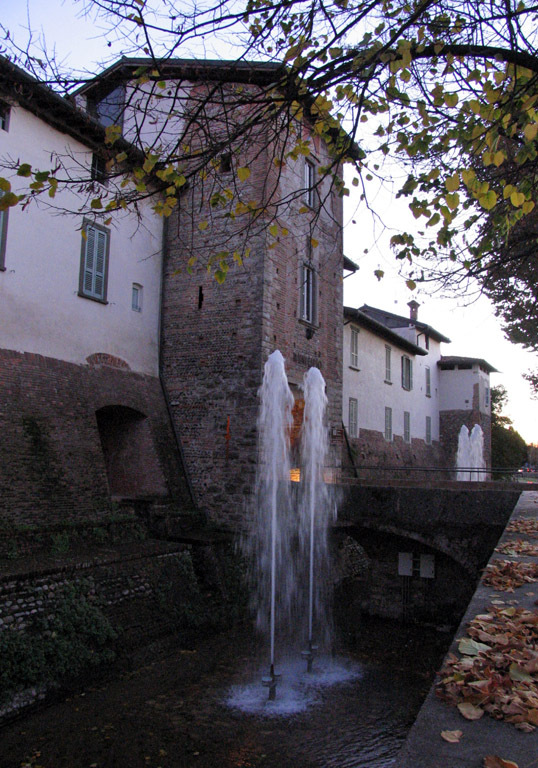
Porta Rocca, sede del municipio colognese

- Porta Antignano, che si erge in direzione di Brescia e il cui nome deriva dall'antico villaggio Antiniano[7]. È la porta che ha subito meno modifiche nel corso degli anni. La sua struttura originaria è di età medievale. Il nome di questa porta deriva dal fundus o vico Antinianum, piccolo quartiere abitato di epoca romana[15]. L'accesso alla porta è reso agibile attraverso una scalinata che collega la porta direttamente al fossato[6].
- Porta Rocca, la fortificazione a nord verso Bergamo e sede del comune di Cologno al Serio.[7] Il nome deriva da un fortilizio eretto verso la fine del XIII secolo lungo il perimetro esterno, di cui è parte integrante. Solo la parte inferiore della torre ha mantenuto i suoi caratteri originali, mentre la parte superiore è stata ricostruita nel corso degli anni. Questi mutamenti architettonici sono dovuti ai continui e ripetuti danni causati da numerosi eventi bellici che hanno contraddistinto la storia colognese. Questo portone presenta anche uno stemma raffigurante la famiglia Moioli, che nel Seicento deteneva la proprietà del castello donatogli dalla comunità colognese in segno di riconoscimento per il loro contributo alla difesa del paese[15].
- Porta Moringhello, costruita a ovest in direzione di Treviglio e Milano, il cui nome deriva dal comune di Morengo[7]. Nell'antichità, gli abitanti di Morengo diretti a Bergamo passavano per questa porta allungando il loro viaggio; ciò era dovuto al fatto che la strada principale era particolarmente insidiosa. Tra i quattro portoni di Cologno Porta Moringhello è quello meno conservato, anche se l'architettura mostra evidenti segni della sua costruzione originaria. Per esempio, si possono ancora scorgere tracce della presenza di due saracinesche metalliche che permettevano l'entrata e uscita dal centro abitato[15], nonché la struttura quadragnolare tipicamente medievale[6].
- Porta Cassadega, volta a sud verso Crema e Piacenza[7]. Il suo nome deriverebbe da una roggia denominata "Casatica" che sorgeva nel paese di Spirano e terminava a Cologno, nei pressi della suddetta porta. La sua costruzione è stata effettuata tramite l'utilizzo di diversi materiali, tra cui pietrame misto a ciottoli di fiume e masselli in cotto. Sono ancora presenti le tracce delle scanalature in cui si collocavano dei bolzoni, poi murate con un materiale diverso rispetto a quello della struttura originale[15]. Vicino alla porta vi è un edificio la cui facciata accoglie un dipinto caratterizzato da elementi decorativi barocheggianti di Santa Liberata; questo edificio fu anche la casa in cui morì nel 1931 il tenente Luigi Agliardi[6].

#### La Rocca

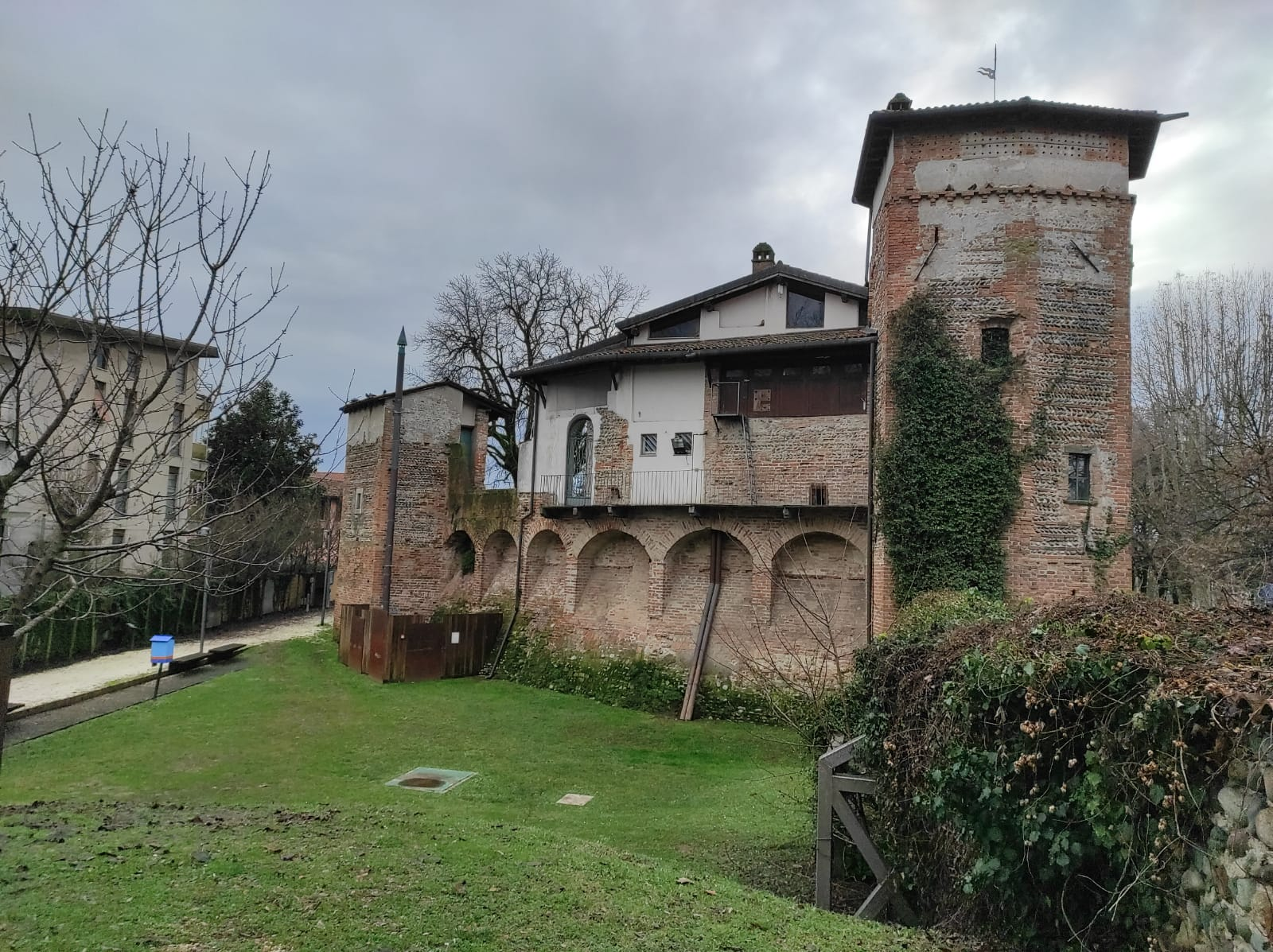
La Rocca

La Rocca è una parte fondamentale delle strutture difensive che caratterizzano il comune di Cologno al Serio, è possibile ammirare solo una parte della rocca risalente al XVI secolo. Con lo sviluppo tecnologico in campo bellico (come, ad esempio, la polvere da sparo), infatti, le già precarie mura non risultavano sufficienti a contenere eventuali incurisioni nemiche. Si decise dunque di modificare la struttura difensiva della rocca e, in generale, dell'intera fortificazione, adeguandola alle nuove esigenze belliche del tempo. Per esempio, si aggiunse una cortina a nord e una torretta di fiancheggiamento a pianta esagonale, posta sempre a nord.
La Rocca è stata realizzata con ciottoli di fiume e maselli in cotto, disposti a lisca di pesce. La scarpata delle cortine, costruita usando mattoni, si discosta dal resto della fortificazione, tanto da far pensare che fosse stata aggiunta in epoca successiva per migliorare ulteriormente la difesa.
Alla rocca si accede attraverso un portale ad arco che presenta lo stemma di Cologno e che si collega alla torre centrale. Vi sono inoltre due androni, uno dei quali veniva utilizzato per intrappolare i nemici che volevano penetrare nella torre, mentre l'altro serviva come luogo di staziamento per il corpo di guardia.
La Rocca ha forma di semicerchio che si collega alla cortina posta a nord in corrispondenza delle tue torri angolari, mentre le mura sono costituite da archi in modo da sostenere la parete verticale e la merlatura. In mezzo alla Rocca, inoltre, si trovava un'ulteriore torre dotata di ponte levatoio che si apriva su un fossato indipendente.

#### Castel Liteggio
Il castello di Liteggio, di origine medioevale, è posto nell'omonima località ai margini del centro abitato, venne fatto costruire nel XV secolo dai Visconti. Sono ancora visibili parti di muratura merlata ed il fossato, particolari che lo resero una fortificazione molto possente.

### Architetture religiose
Degna di nota è anche la chiesa parrocchiale di Santa Maria Assunta. Edificata nel 1745 in luogo di un precedente edificio di culto di cui è rimasta la vecchia torre campanaria discosta dalla chiesa, presenta una facciata in stile barocco e custodisce opere di buona fattura, tra cui spiccano quelle di Gian Paolo Cavagna e del Buratti.

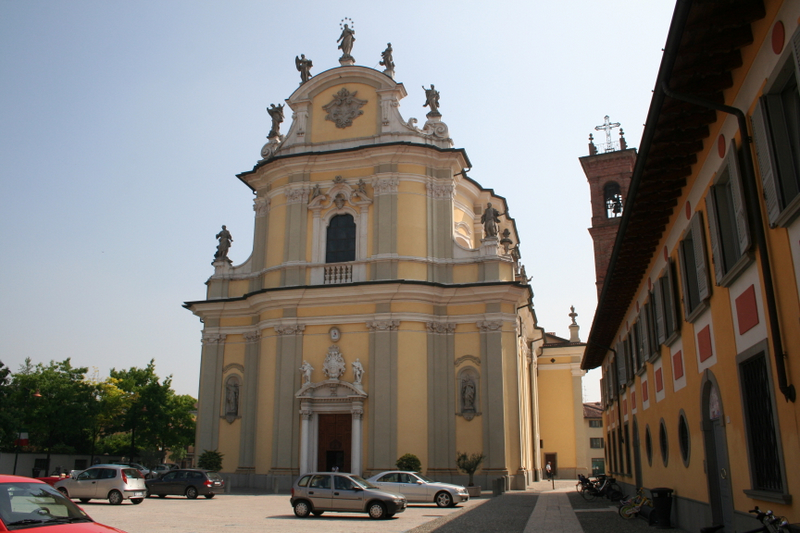
Parrocchiale di Santa Maria Assunta

#### Altre chiese e cappelle
- Morti dell'Arca: al confine con il comune di Spirano vi è la località denominata "morti dell'Arca", dove sorge una cappelletta. A essa si giunge seguendo una strada serrata seguendo un percorso segnalato da un cippo in pietra e caratterizzato dalla presenza di croci che segnalano le stazioni del Corpus Domini[6]. Nei pressi dei Morti dell'Arca, inoltre, è stata rinvenuta un'arca di pietra. Dagli studi successivi a questo ritrovamento hanno evidenziato come in questa località sorgesse una chiesa antecedente il XV secolo, edificata su un insediamento risalente al tardo impero romano[8].
- Chiesa della Santissima. Trinità XV secolo, al cui interno vi sono dei dipinti attribuiti a Carlo Ceresa;
- Chiesa dell'Annunciata;
- Chiesa di San Pancrazio;
- Chiesa di San Gregorio Papa, detta anche cappella del Campino;
- Chiesa di Sant'Anna, nella località delle Fornasette, frazione di Cologno al Serio;
- Chiesa dedicata all'Immacolata, nella località della Muratella, frazione di Cologno al Serio. Questa chiesetta presenta un'architettura tardo cinquecentesca, testimoniata dalla facciata interna in cotto e dal campanile con dei quadri decorativi.[6]

### Il Campino
L'epidemia di peste bubbonica del 1630 colpì diverse zone del settentrione, tra cui anche il comune di Cologno al Serio e, in generale, il territorio della provincia bergamasca. Il governo veneto intervenne implementando misure atte al contenimento del contagio; una di queste fu la realizzazione di un Lazzaretto nel territorio comunale. Inizialmente in esso furono ricoverate circa cento persone. Venne inoltre preposto un priore che aveva il compito di sorvegliare i degenti, supportato da sentinelle armate, allo scopo di evitare che i malati infrangessero la quarantena o le regole inerenti alla visita dei propri cari. I morti venivano ricoperti di calce o creta e seppelliti nel Lazzaretto stesso, per evitare un'ulteriore propagazione del contagio.

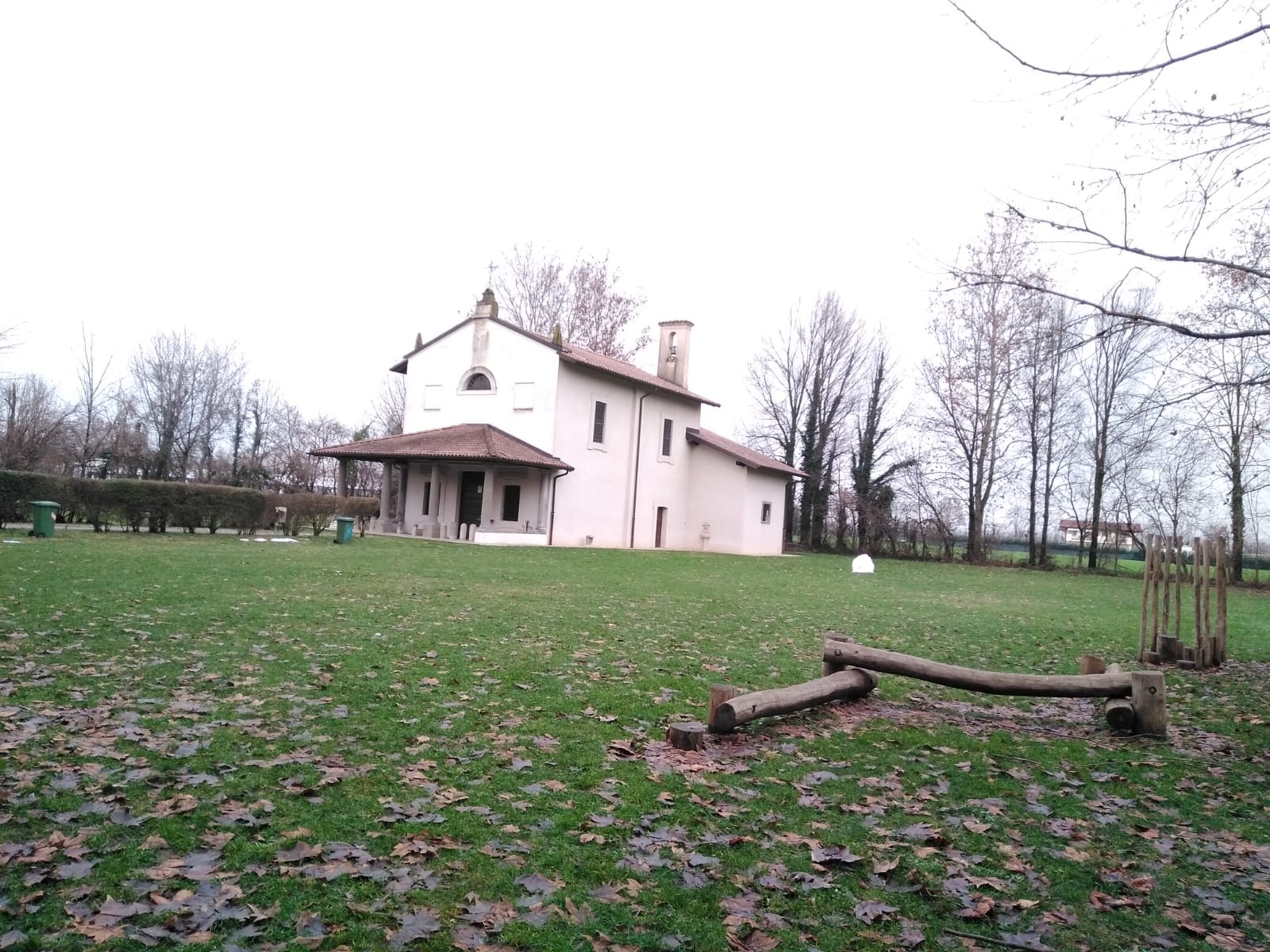
Chiesetta del Campino

Il lazzaretto venne edificato in una località di campagna nelle vicinanze del fiume Serio, comunemente nota come "Campino". La scelta di questo luogo fu dettata da motivazioni di carattere epidemiologico: tale località, infatti, dista dal centro abitato circa 3,5 chilometri, una distanza tale da evitare il contatto tra infetti e sani ma, al contempo, sufficientemente ridotta per permettere un trasporto agevole e rapido dei malati. La sistemazione dei malati all'interno del Lazzaretto seguiva regole sanitarie precise; ad esempio, era vietato esporre i malati al vento proveniente da occidente poiché all'epoca si riteneva che fosse nocivo e putrido.
Prima della diffusione del morbo e dell'apertura del Lazzaretto, il Campino era un campo incolto in cui si trovata una piccola cappella. Al termine della peste i colognesi, in segno di ringraziamento, convertirono la cappella ampliandola in una piccola chiesa dedicata a San Gregorio Magno. All'esterno della facciata della chiesetta venne inoltre edificato un atrio protetto da delle colonne. Due lapidi in marmo riportano delle incisioni a testimonianza dell'accaduto. Sulle pareti del pronao sono infatti scritte a lettere maiuscole le seguenti parole: "Nel di final degli Angeli le trombe / i morti chiameran fuor dalle tombe / e il popol nostro a questo popol misto / andrà davanti al Tribunale di Cristo" e "... molti gli anni che passar son molti / che questi morti son qui sepolti / ma anche di lor la ricordanza pia / sempre nei nostri cuori vivente sia".
Il Campino, oltre che essere un luogo devozionale, è un parco comunale dotato anche di campo di pallavolo e di calcio. In estate il luogo è animato da sagre popolari.

## Società

### Evoluzione demografica
Abitanti censiti

### Etnie e minoranze straniere
Al 31 dicembre 2019 gli stranieri residenti nel comune di Cologno al Serio sono 1 260 e rappresentano l'11,3% della popolazione residente. Tra le nazionalità più rappresentate troviamo:
- Romania 241
- India 204
- Marocco 171
- Albania 168
- Senegal 121
- Pakistan 69
- Macedonia del Nord 64

### Tradizioni e folclore
- Festa di Sant'Eurosia, prima domenica di maggio[6][19]. La santa, vissuta nel IV secolo, è ricordata come la protettrice contro i fulmini e temporali e dei frutti della terra. Nel XVI secolo, il suo culto è stato introdotto sia dalla congregazione dei somaschi, il cui centro era situato nella diocesi di Bergamo, che dagli spagnoli[20].
- Festa della Madonna del Rosario, seconda domenica di ottobre[6][19].
- Festa di Santa Maria Assunta, 15 agosto[6].

## Amministrazione
| Periodo | Periodo  | Primo cittadino            | Partito                                            | Carica  | Note |
| ------- | -------- | -------------------------- | -------------------------------------------------- | ------- | ---- |
| 1993    | 1997     | Lazzari Gesualdo           | DC                                                 | Sindaco |      |
| 1997    | 2001     | Labaa Guido                | Lega Nord                                          | Sindaco |      |
| 2001    | 2006     | Legramanti Roberto Antonio | Lega Nord                                          | Sindaco |      |
| 2006    | 2011     | Legramanti Roberto Antonio | Lega Nord                                          | Sindaco |      |
| 2011    | 2016     | Sesani Francesco Claudio   | Lega Nord                                          | Sindaco |      |
| 2016    | in corso | Drago Chiara               | Lista Civica di Centro-Sinistra - Progetto Cologno | Sindaca |      |

Fonte:

### Gemellaggi
- Ukmergė
- Tarnowo Podgórne[22]
- Commercy

## Sport
La società calcistica più importante di Cologno è stata l'Unione Sportiva Colognese, fondata nel 1961, non più attiva, che giocava allo Stadio G. Facchetti. Ha sempre disputato campionati di livello regionale, raggiungendo nel 2005 la serie D e vincendo la Coppa Italia Dilettanti 2004-2005.
La società pallavolistica più importante invece è la Pallavolo Cologno femminile che nel 1991 ha raggiunto la serie C1.